# 哭增三
摩羯座45，又名BD-15 6052，HD 206677、SAO 164612、HR 8302，是摩羯座的一颗恒星，视星等为5.99，位于銀經39，銀緯-44.8，其B1900.0坐标为赤經21h 38m 33.4s，赤緯-15° -44.8′ 27″。